# NGC 323
NGC 323 est une très vaste galaxie elliptique située dans la constellation du Phénix. NGC 323 a été découverte par l'astronome britannique John Herschel en 1834.

## Caractéristiques
Sa vitesse par rapport au fond diffus cosmologique est de 7 616 ± 33 km/s, ce qui correspond à une distance de Hubble de 112,3 ± 7,9 Mpc (∼366 millions d'al).
À ce jour, cinq mesures non basées sur le décalage vers le rouge (redshift) donnent une distance de 129,780 ± 32,937 Mpc (∼423 millions d'al), ce qui est à l'intérieur des valeurs de la distance de Hubble. Notons cependant que c'est avec la valeur moyenne des mesures indépendantes, lorsqu'elles existent, que la base de données NASA/IPAC calcule le diamètre d'une galaxie et qu'en conséquence le diamètre de NGC 323 pourrait être d'environ 100,2 kpc (∼327 000 al) si on utilisait la distance de Hubble pour le calculer.